# Kościół Matki Boskiej Bolesnej w Sarbi
Kościół Matki Boskiej Bolesnej w Sarbi – zabytkowy, kamienno-ceglany katolicki kościół filialny, znajdujący się we wsi Sarbia (powiat wągrowiecki, województwo wielkopolskie). Należy do parafii św. Anny w Podlesiu Kościelnym. Do rejestru zabytków wpisany został 31 lipca 1996 pod numerem 2602/A.

## Historia
Świątynię wybudowali koloniści w latach 1903–1905 dla lokalnej społeczności protestanckiej. Budowniczym był nieznany bliżej Naumann. Obiekt jest jednonawowy i reprezentuje styl neogotycki. Charakteryzuje się strzelistą wieżą, która jest punktem orientacyjnym w okolicy. Sklepienie ma drewniane, beczkowe. Na wieży kościoła umieszczono zegar (działający obecnie). Obok kościoła wzniesiono pastorówkę. W 1947 świątynia przejęta została przez Kościół rzymskokatolicki.

## Tablice pamiątkowe
Na ścianie zewnętrznej, przy wejściu, umieszczono w 2005 tablicę w językach polskim i niemieckim o treści: Bogu na chwałę, tym, którzy tutaj żyli - ku pamięci, tym, którzy tutaj żyją - jako testament, w 100 lecie pobudowania kościoła, wcześniej ewangelicka, dziś katolicka parafia. W kruchcie znajduje się tablica upamiętniająca 100-lecie parafii z 2005 ufundowana przez starostę wągrowieckiego, Józefa Sulikowskiego. 